# Um Ano Inesquecível - Primavera
Um Ano Inesquecível - Primavera é um filme de comédia romântica brasileiro, produzido pela Panorâmica Filmes com distribuição da Prime Video, fazendo parte da primeira franquia de filmes Um Ano Inesquecível.. É baseado no conto A Matemática das Flores (Bruna Vieira) do bestseller Um Ano Inesquecível, das escritoras Thalita Rebouças,Bruna Vieira, Babi Dewet e Paula Pimenta lançado em 2015.  O filme estreou 23 de junho de 2023 no Prime Video.

## Sinopse
Na trama, Jasmine, uma garota fofa, autêntica que está concluindo o Ensino Médio. Ela tem muitos problemas com matemática nos estudos, por conta disso ela começa a estudar a parte com o colega Davi, um aluno pragmático que ensina além da matemática para Jasmine. Juntos eles vivem uma história fofa, com descobertas e reviravoltas.

## Elenco
- Lívia Silva como Jasmine[6]
- Ronald Sotto como Davi
- Giovanna Chaves como Alice
- Bia Jordão como Nina
- Luis Lobianco como Professor Carvalho
- Gabriel Contente como Greg
- Ana Barbara como Giovana
- Rogério Brito como Leandro
- Juliana Alves como Ingrid
- Dani Hoogs como Professor Branca
- Rejane Faria como Diretora Marlene
- Cláudia Assunção como	Tuta
- Gabz como  Anna Julia

## Produção
Em setembro de 2021 foi anunciada a produção do quarto e último filme da franquia Original Amazon "Um Ano Inesquecível" . Um Ano Inesquecível – Verão é baseado no conto de Bruna Vieira. O primeiro teaser do longa foi exibido na edição da CCXP 2022.